# 黄龍風景区
座標: 北緯32度44分22秒 東経103度49分39秒 / 北緯32.73944度 東経103.82750度

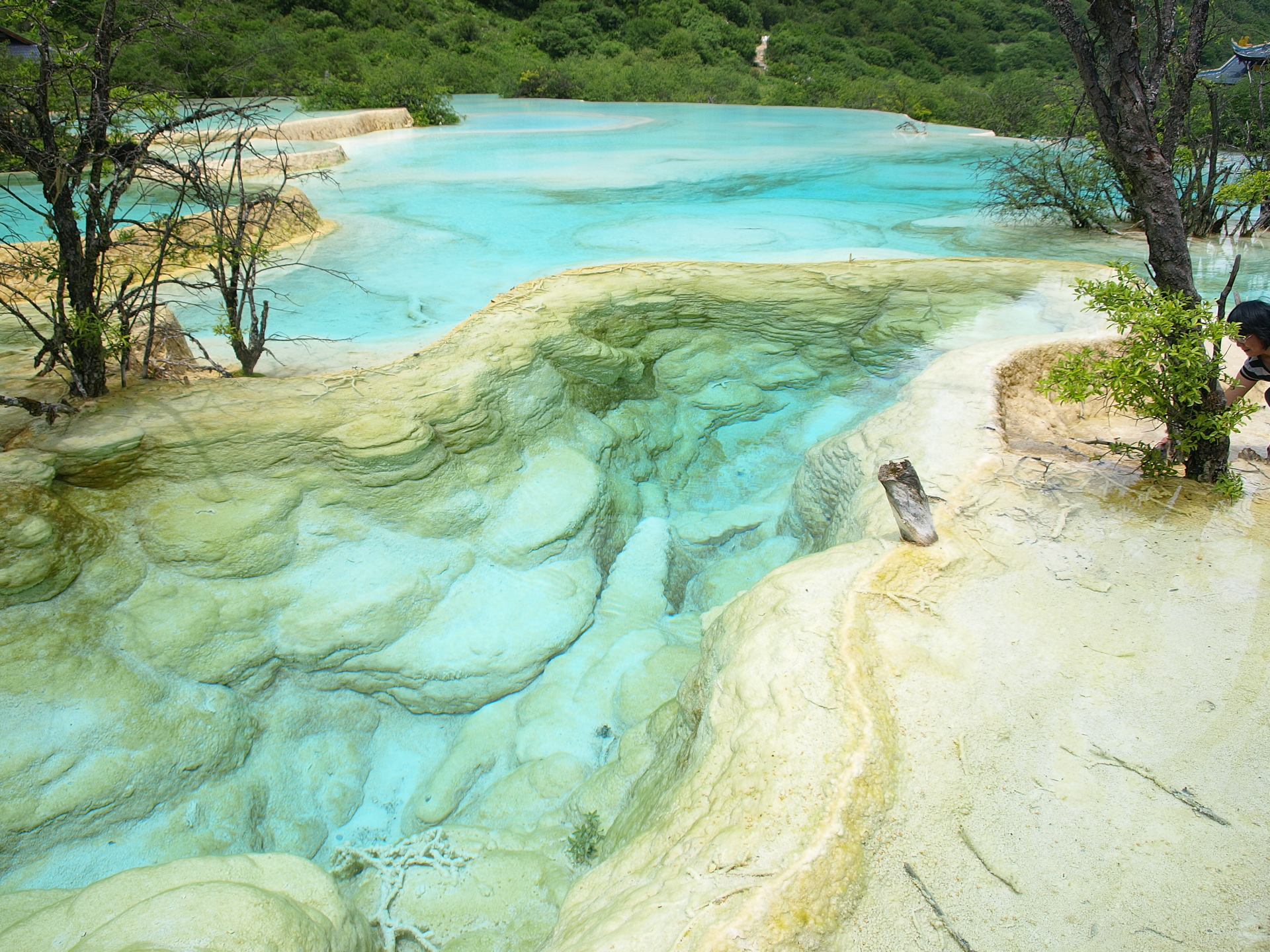
五彩池の透き通った水

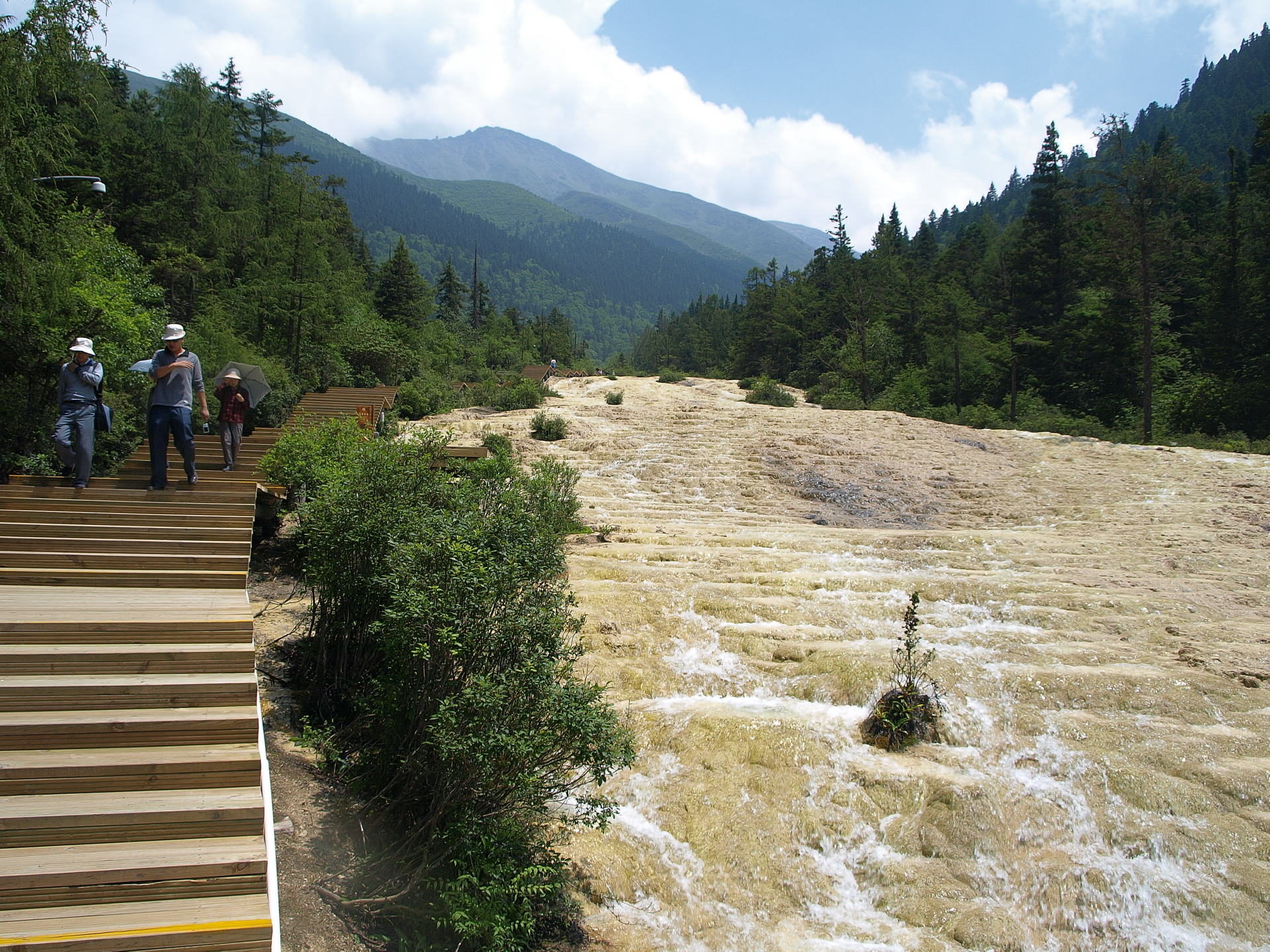
金沙舗地

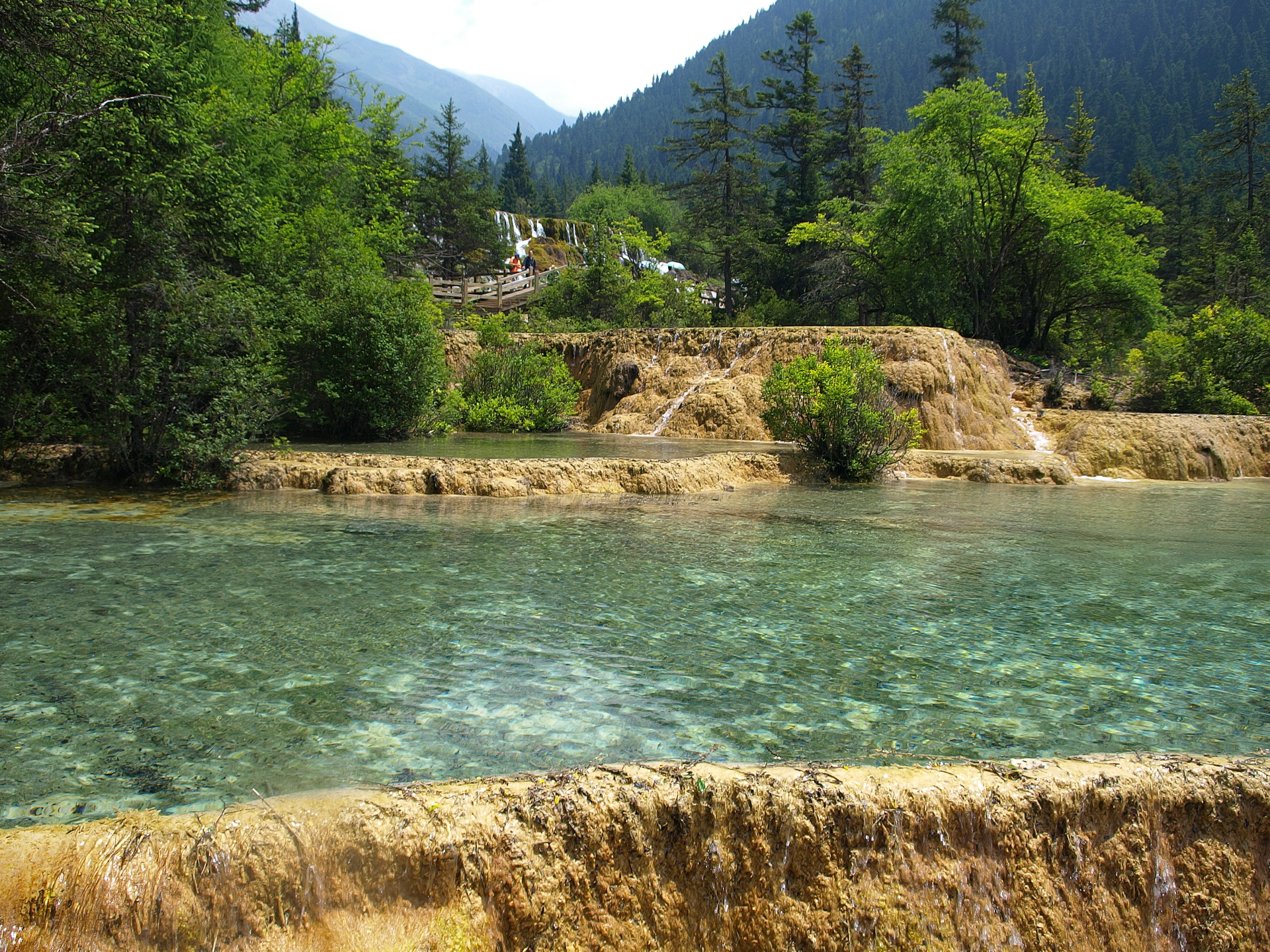
迎賓彩池と飛瀑流輝

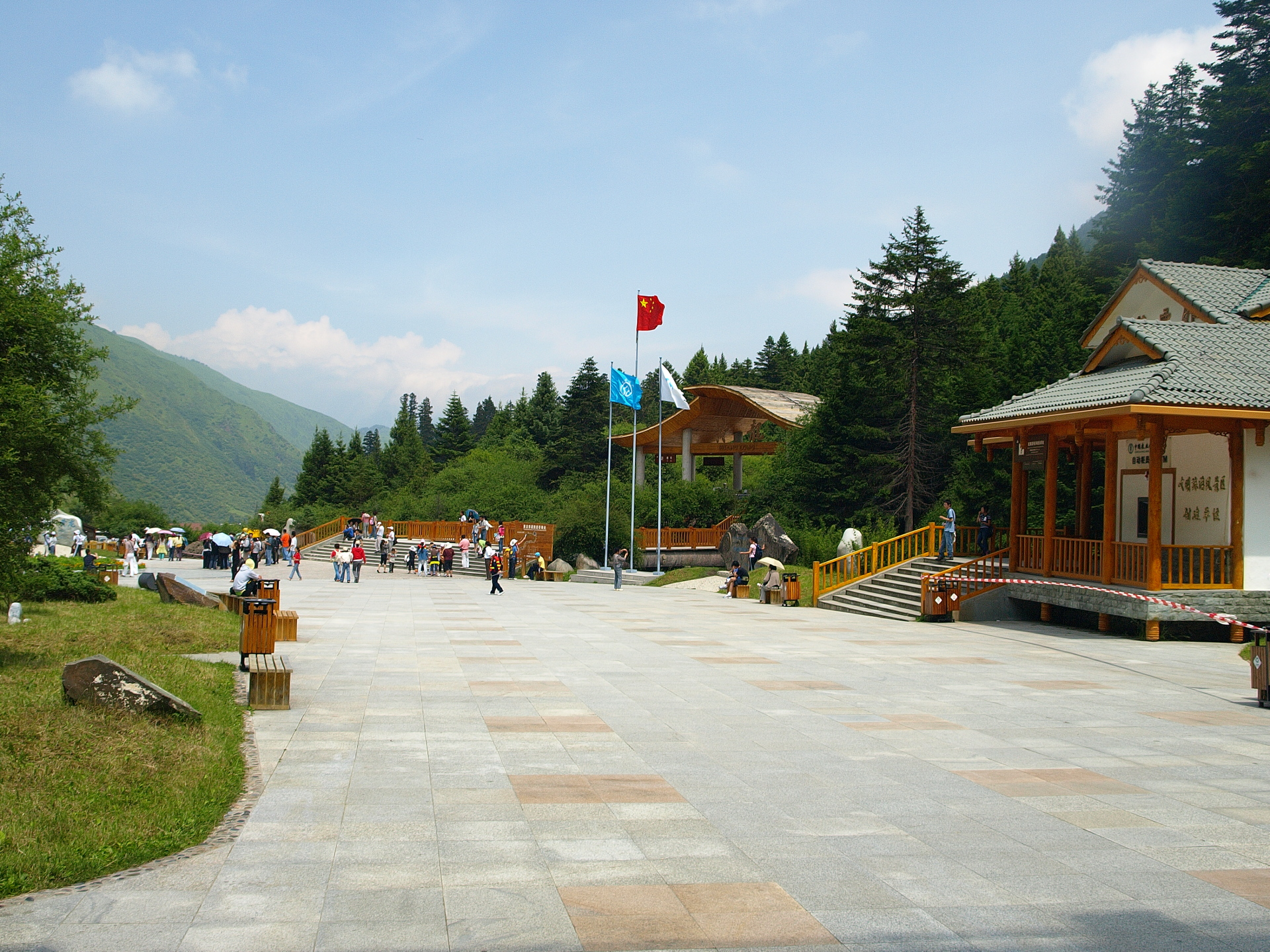
入場口

黄龍風景区（こうりゅうふうけいく：チベット文字：གསེར་མཚོ།; ワイリー方式：gser mtsho; 蔵文拼音：Ser Co；セルツォ）は中国四川省アバ・チベット族チャン族自治州松潘県にある景勝地。「黄龍の景観と歴史地域」としてユネスコの世界遺産（自然遺産）に登録されている。
危急種であるジャイアントパンダ、絶滅危惧種であるキンシコウ、チュウゴクイチイの貴重な生息地でもあり、2000年にユネスコの生物圏保護区に指定された。中華人民共和国国家級風景名勝区（1982年認定）、中国の5A級観光地（2012年認定）でもある。
岷山山脈の南側に位置しており、四川省の省都成都から北に約230km離れている。

## 概要
黄龍は、岷山山脈の一部である玉翠山の山頂（標高約5100m）から北に向かって伸びる全長7.5kmの峡谷（黄龍溝）であり、世界有数のカルスト地形である。新生代第四紀に隆起した石灰岩層が氷河に侵食されて巨大な峡谷となり、そこに石灰分の豊富な水が流れ続けた結果、石灰華の沈殿したエメラルドグリーンの美しい石灰華段（石灰華段丘とも）をはじめ、黄金色に輝く石灰華の層、そして石灰華の滝や谷が形成された。水系としては長江水系の涪江の水源の1つであり、涪江、岷江と嘉陵江の分水嶺に位置する。
黄色がかった乳白色の石灰華の連なりは、雪を頂いた山脈を昇ってゆく黄色い龍の姿にたとえられる。同風景区は中国唯一、非常に良い状態で残っている高原湿地帯であるとも言われる。
黄龍後寺（仏教）と黄龍中寺（道教）が現存している。いずれも明代創建で、合わせて黄龍寺と呼ばれる。

## 観光
黄龍全体のうち、麓の「迎賓彩池」（標高3199m）から「五彩池」（標高3553m）までの約3.7kmの区間が風景区として整備されている。
「迎賓彩池」は大小350の池がある。上流には様々なタイプの滝がある。地域一帯の水の色は石灰地に多い透明感の高いものがあるかと思えば、場所により繁殖する藻やコケの影響によって水底に色のついたものもある。中でも風景区最奥部にあり黄龍最大の石灰華段である「五彩池」は、最も大きく美しいとされ、693の小池が棚田のように連なり、透明感の高さゆえに場所と日の光によって黄色、緑色、青色、茶色と様々に変化して見え、晴天時は日光と相まって金色に輝くとされ、また、全体としてみれば2番目の規模を持つ「争艶彩池」は、650以上の小池が階段状に連なり、ブルーの色鮮やかで、ともに必見である。また、「金沙舗地」（標高3281m）は1500mの長さを持つ世界最長の石灰華層として知られる。「五彩池」の下流側には600年前に建てられた道教寺院「黄龍古寺」がある。上流にさらに遡ると比較的狭い水路の岩肌を水が枝分かれして落ちる落差93ｍの滝「ザーガ瀑布」がある。
車道は無く、木製の遊歩道を徒歩のみで移動する。遊歩道のうち麓に近い区間は上り用と下り用に分けられている。往復4時間（上り2.5時間、下り1.5時間）程度の距離であるが、標高が高いうえ高低差が大きいことから高山病に注意すべきである。
2006年8月にロープウェイが開通した。景観を考慮してロープウェイの2駅はいずれも遊歩道のコースからかなり離れたところに設置されている。それでも、上りにロープウェイを使うことで一気に五彩池とほぼ同じ標高まで到達できるので、格段に便利になったといえる。
黄龍風景区の年平均気温は2-3度、最も暑い7月の平均気温は10-11℃、最も寒い1月の平均気温はマイナス8-9℃である。雪解け水の多い7-10月がベストシーズンとされ、紅葉で山が赤く染まる10月が特に人気がある。ただし、夏季は天候が不安定（7月の降水量は100mmを越す）なので雨具と防寒具は必須である。

## 利用料金
全て2009年7月現在のもの。
- 入場料
  - 200元(約3400円)（4月15日～11月15日）
  - 60元(約1000円)（11月16日～4月14日）
  - ※雪の日は入場できないことがある。
- ロープウェイ - 上り80元、下り40元
- 営業時間 - 7:30-19:00

## アクセス
全て2009年7月現在のもの。なお、黄龍周辺に路線バスは走っていない。
- 九寨黄龍空港-黄龍
  - 正午までに限り、空港-黄龍-九寨溝の順に回るエアポートバスが運行されている。黄龍で数時間の滞在し、その間に観光できるようになっている。九寨溝まで利用して料金100元。
  - 空港発のエアポートタクシーで180元（夜間200元）。
  - ※空港（川主寺）から黄龍までは標高4000mの峠を超える必要があるため、車の登坂能力によって所要時間に幅がある。
- 九寨溝-黄龍、黄龍-九寨溝
  - 一日1往復の観光用バスがある。九寨溝バスセンター6時発、黄龍15時頃発。片道45元。
  - タクシーで約400元。
  - ※九寨溝入口と黄龍入口は直線距離で57kmほどしか離れていない。しかし実際は西に大きく迂回して空港付近（川主寺）を通るコースとなる。
- 黄龍-九寨黄龍空港方面
  - 空港までタクシーで約200元。
  - 上記の九寨溝往復観光用バスの復路を利用して川主寺まで20元。川主寺から空港までタクシーで約50元。

## 登録基準
この世界遺産は世界遺産登録基準のうち、以下の条件を満たし、登録された（以下の基準は世界遺産センター公表の登録基準からの翻訳、引用である）。
- (7) ひときわすぐれた自然美及び美的な重要性をもつ最高の自然現象または地域を含むもの。